# Sigi Schmid
Siegfried „Sigi“ Schmid (* 20. März 1953 in Tübingen; † 25. Dezember 2018 in Los Angeles, Kalifornien, Vereinigte Staaten) war ein deutschamerikanischer Fußballtrainer.

## Karriere

### Jugendjahre
Im Alter von vier Jahren wanderte Schmid mit seinen Eltern in die USA aus. Die Familie ließ sich später in der kalifornischen Stadt Torrance nieder. Sein Universitätsstudium beendete er mit einem Bachelor of Science in Volkswirtschaftslehre an der UCLA und einem M.A. in Business Administration an der University of Southern California.

### Spielerkarriere
Zwischen 1972 und 1975 spielte Schmid im Mittelfeld für die College-Mannschaft der UCLA. In den vier Jahren beim College-Team gehörte er stets zur ersten Mannschaft und war einer der Leistungsträger im Team.

### Trainerkarriere
Ab 1979 wurde er Assistenztrainer der Mannschaft und 1980 Cheftrainer. 19 Jahre lang trainierte er die College-Fußballmannschaft und gewann dreimal den College-Cup (1985, 1990, 1997). Außerdem war er Assistenztrainer der US-Nationalmannschaft während der Weltmeisterschaft 1994.
Ab 1999 trainierte er die LA Galaxy. Zu seinen Erfolgen gehörten der Gewinn des MLS Supporters’ Shield 1998 und 2002, des US Open Cup 2001 und im selben Jahr der Gewinn des CONCACAF Champions Cup. In dieser Zeit betreute er das U-20-Nationalteam der USA, das unter seiner Leitung an der U-20-Weltmeisterschaft 1999 teilnahm.
2004 wurde Schmid von Galaxy entlassen und durch den ehemaligen Nationaltrainer Steve Sampson ersetzt. Anschließend betreute er wieder das U-20-Nationalteam der USA während der U-20-Weltmeisterschaft 2005.
Nach der MLS-Saison 2005 wurde Schmid Trainer der Columbus Crew in Ohio. Im Jahr 2008 stand er mit seiner Mannschaft, zum ersten Mal in der Vereinsgeschichte von Columbus, im Meisterschaftsfinale, das er und sein Team gewannen. Zudem wurde er in diesem Jahr zum „Coach of the Year“ in der Major League Soccer gewählt.
Von 2009 bis 2016 betreute Schmid als Trainer die Seattle Sounders, die er zum Gewinn des US Open Cup in den Jahren 2009, 2010, 2011 und 2014 führte.
Ab Juli 2017 war Schmid wieder Trainer der LA Galaxy. Im September 2018 trat er zurück.

## Privat
Sigi Schmid hatte mit seiner Frau Valerie vier Kinder: Erik, Kurt, Kyle und Lacey. Kurt Schmid spielte Fußball an der Wake Forest University und der UCLA. Kyle Schmid spielte ebenfalls Fußball und zwar an der University of California, Irvine und bei Orange County Blue Star. Sigi Schmid starb am ersten Weihnachtsfeiertag 2018 in einem Krankenhaus in Los Angeles im Alter von 65 Jahren, während er auf eine Herztransplantation wartete.

## Erfolge als Trainer

### Verein
- College-Cup mit UCLA Bruins: 1985, 1990, 1997
- MLS Supporters’ Shield mit der LA Galaxy: 1998 und 2002
- US Open Cup mit der LA Galaxy: 2001
- MLS Cup mit der Columbus Crew: 2008
- US Open Cup mit den Seattle Sounders: 2009, 2010, 2011, 2014
- MLS Supporters’ Shield mit den Seattle Sounders: 2014

### Individuell
- „NCAA Coach of the Year“: 1997
- „Coach of the Year“ der Major League Soccer: 2008
- Aufnahme in die National Soccer Hall of Fame: 2015